# HAT-P-12
HAT-P-12 és una estrella nana taronja (de tipus K) de magnitud 13 pobra en metalls, situada a aproximadament 468 anys llum de distància, a la constel·lació dels Llebrers

## Sistema planetari
Un exoplaneta, HAT-P-12 b, va ser descobert orbitant l'estrella pel mètode de transit el 2009. Hom sospita que hi ha planetes addicionals que no transiten al sistema des del 2020
| Companya (per ordre des de l'estrella) | Massa            | Semieix major (ua) | Període orbital (dies) | Excentricitat | Inclinació | Radi              |
| -------------------------------------- | ---------------- | ------------------ | ---------------------- | ------------- | ---------- | ----------------- |
| b                                      | 0.211 ± 0.012 MJ | 0.0384 ± 0.0003    | 3.2130598 ± 0.000006   | 0             | —          | 0.95+2.85−0.02 RJ |
| c (sense confirmar)                    | 0.218 MJ         | ?                  | 8.853                  | 0.15499       | ?°         | ?                 |